# 툰베르기놀 E
툰베르기놀 E(영어: thunberginol E)는 수국(Hydrangea macrophylla)에서 발견되는 다이하이드로아이소쿠마린이며, 수국의 잎에서 생성된다.

## 같이 보기
- 툰베르기놀 F